# Gynacantha
Gynacantha är ett släkte av trollsländor. Gynacantha ingår i familjen mosaiktrollsländor.

## Bildgalleri

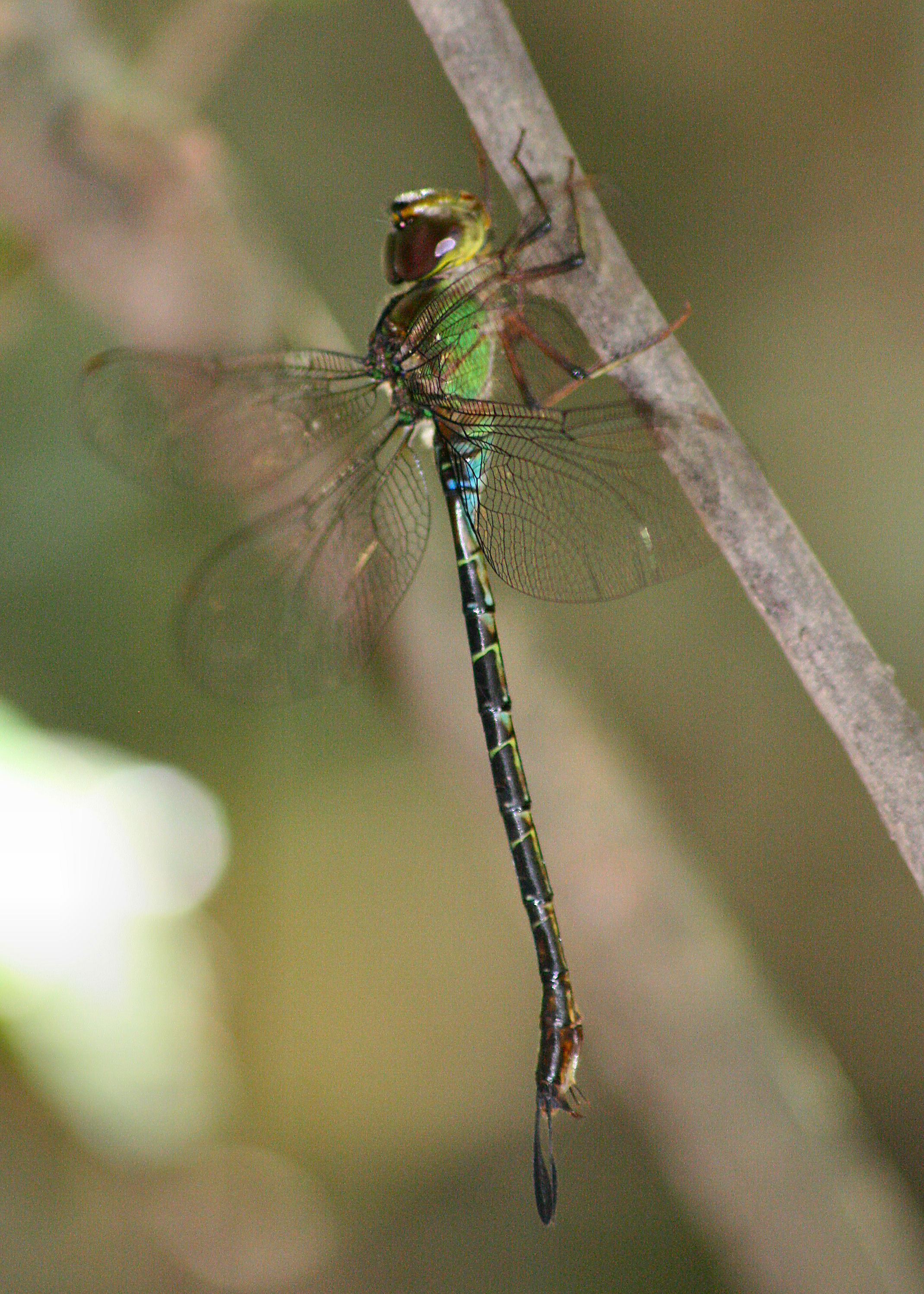
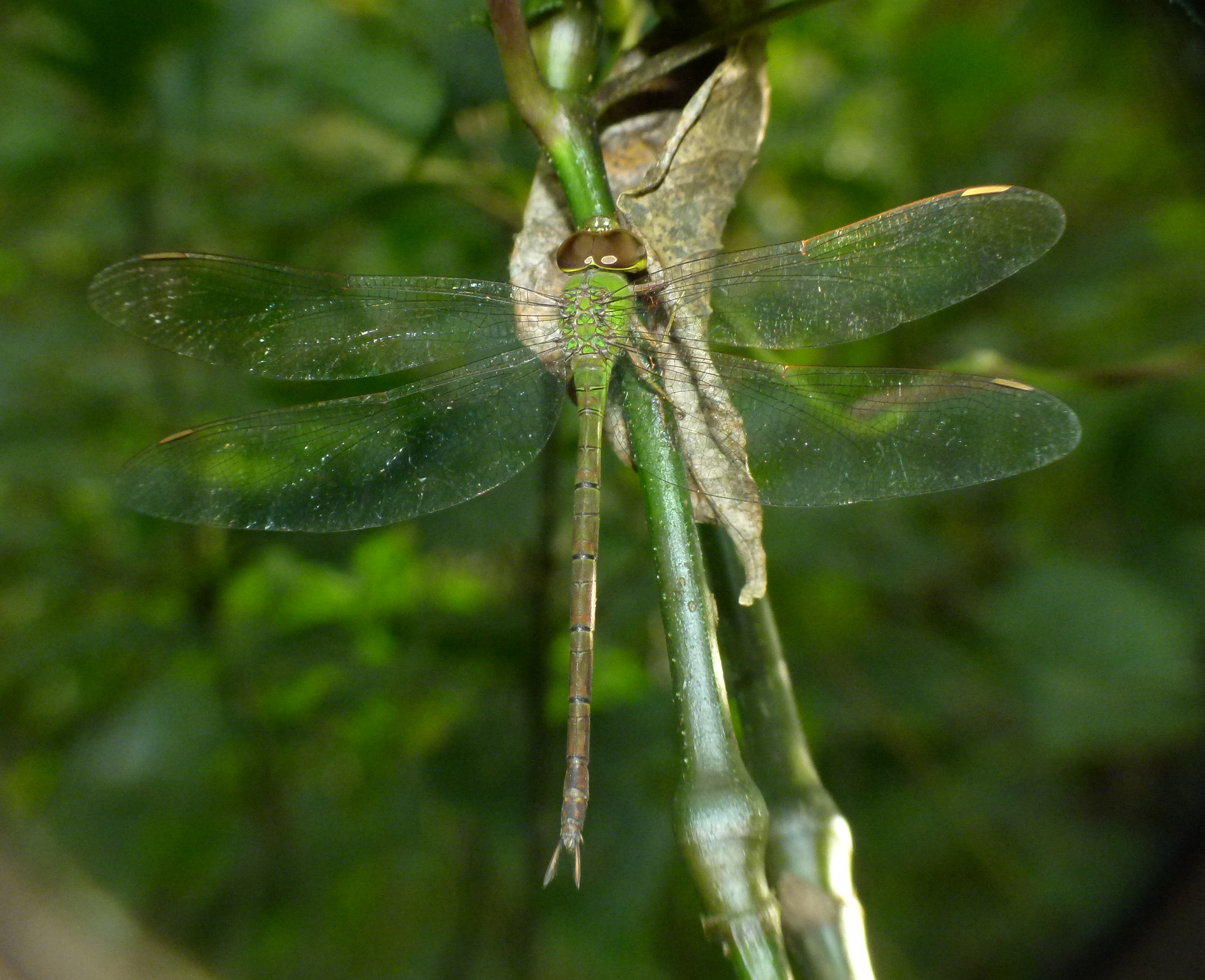

## Dottertaxa tillGynacantha, i alfabetisk ordning[1]
- Gynacantha adela
- Gynacantha africana
- Gynacantha albistyla
- Gynacantha alcathoe
- Gynacantha andamanae
- Gynacantha apiaensis
- Gynacantha apicalis
- Gynacantha arnaudi
- Gynacantha arsinoe
- Gynacantha arthuri
- Gynacantha auricularis
- Gynacantha bainbriggei
- Gynacantha bartai
- Gynacantha basiguttata
- Gynacantha bayadera
- Gynacantha bifida
- Gynacantha biharica
- Gynacantha bispina
- Gynacantha bullata
- Gynacantha burmana
- Gynacantha calliope
- Gynacantha calypso
- Gynacantha caudata
- Gynacantha chelifera
- Gynacantha constricta
- Gynacantha convergens
- Gynacantha corbeti
- Gynacantha croceipennis
- Gynacantha cylindrata
- Gynacantha demeter
- Gynacantha dobsoni
- Gynacantha dohrni
- Gynacantha dravida
- Gynacantha ereagris
- Gynacantha francesca
- Gynacantha furcata
- Gynacantha gracilis
- Gynacantha helenga
- Gynacantha hova
- Gynacantha hyalina
- Gynacantha immaculifrons
- Gynacantha incisura
- Gynacantha interioris
- Gynacantha japonica
- Gynacantha jessei
- Gynacantha kirbyi
- Gynacantha klagesi
- Gynacantha laticeps
- Gynacantha limbalis
- Gynacantha litoralis
- Gynacantha maclachlani
- Gynacantha malgassica
- Gynacantha manderica
- Gynacantha membranalis
- Gynacantha mexicana
- Gynacantha mocsaryi
- Gynacantha musa
- Gynacantha nausicaa
- Gynacantha nervosa
- Gynacantha nigeriensis
- Gynacantha nigripes
- Gynacantha nourlangie
- Gynacantha odoneli
- Gynacantha pasiphae
- Gynacantha penelope
- Gynacantha phaeomeria
- Gynacantha radama
- Gynacantha rammohani
- Gynacantha remartinia
- Gynacantha risi
- Gynacantha rolandmuelleri
- Gynacantha rosenbergi
- Gynacantha rotundata
- Gynacantha ryukyuensis
- Gynacantha saltatrix
- Gynacantha sextans
- Gynacantha stenoptera
- Gynacantha stevensoni
- Gynacantha stylata
- Gynacantha subinterrupta
- Gynacantha subviridis
- Gynacantha tenuis
- Gynacantha tibiata
- Gynacantha usambarica
- Gynacantha vesiculata
- Gynacantha villosa
- Gynacantha vilma